# 光 (シュトックハウゼン)

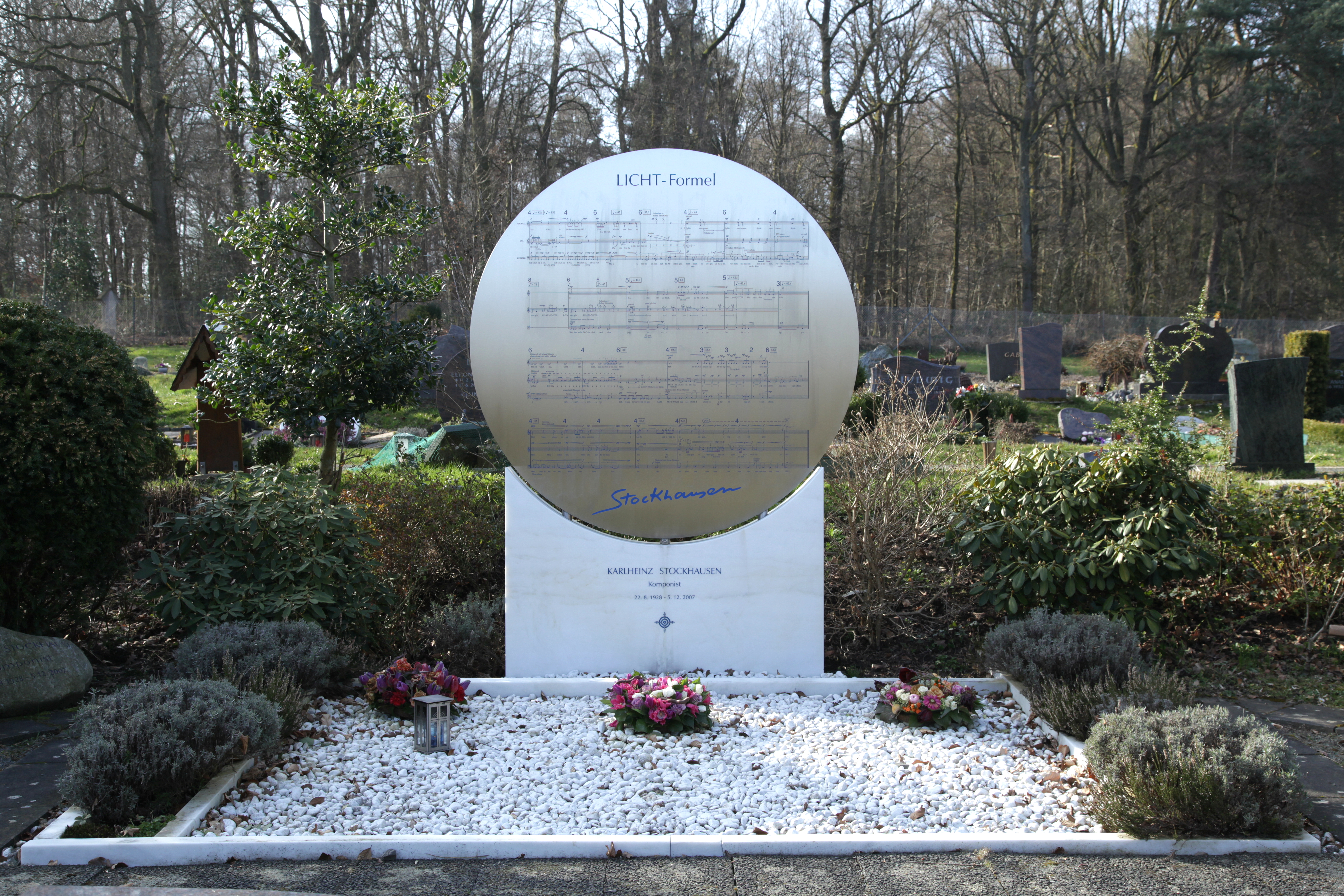
シュトックハウゼンの墓に描かれた「光」の旋律

『光』（ひかり、ドイツ語: Licht）は、カールハインツ・シュトックハウゼンが作曲した全7部からなるオペラ・チクルス。

## 概要
NHK電子音楽スタジオに滞在して『テレムジーク』を制作した際、日本の寺院を見学していた時に、1週間を題材とした長大なオペラ作品を作曲する、という啓示が浮かんだようである。
オペラの各作品、あるいは各幕は、それぞれ異なる機会に異なる依頼によって作曲された。最初に作曲された「歴年」（Jahreslauf、『火曜日』の第1幕）は、日本の国立劇場演出室長であった木戸敏郎の依頼により雅楽作品として作曲され、1977年に国立劇場で宮内庁楽部の楽師によって世界初演された。その後、西洋楽器を使った版がケルンで初演された。なお、雅楽版は2014年に再演されている。
全曲の正しいタイトルは『光』であるが、各曜日ごとに『光から月曜日』『光から火曜日』と aus Licht が必ず付されている。1977年に開始、2003年に全曲の作曲が完了した。
完成した形のオペラとしての上演は、全7部のうち『木曜日』（1981年初演）・『土曜日』（1984年初演）・『月曜日』（1988年初演）の3作品がミラノのスカラ座にて行われた。次の『火曜日』も1992年にスカラ座で上演される契約になっていたが上演拒否にあったため、1993年にライプツィヒ歌劇場で初演された。同歌劇場の芸術監督ウド・ツィンマーマンの依頼によって次の『金曜日』が作曲され、1996年に初演された。作曲者は残る『水曜日』と『日曜日』の全曲初演を聴くことなく亡くなった。『日曜日』は2011年にケルン歌劇場で、『水曜日』は2012年にイギリスのバーミンガム・オペラ・カンパニーにより初演された。
全曲演奏にはワーグナーの『ニーベルングの指環』の倍、約28時間かかることでも有名であるが、全曲がわずか1分のズーパーフォルメル (Superformel) という3声（主要なキャラクターであるミヒャエル、ルツィファー、エーファの3人を象徴する）からなる旋律に基づいている。

## 構成
- 光から月曜日
  - 月曜日の挨拶
  - 第1幕 イヴの最初の生誕
    - 第1場 希望の中で
    - 第2場 ブラウニー
    - 第3場 誕生のアリア
    - 第4場 少年の騒ぎ声
    - 第5場 ルシファーの怒り
    - 第6場 偉大なる嗚咽

  - 第2幕 イブの第2の生誕
    - 第1場 少女の行列
    - 第2場 ピアノ曲XIV
    - 第3場 イヴの歌

  - 第3幕 イブの魔法
    - 第1場 メッセージ
    - 第2場 子供捕り
    - 第3場 誘拐

  - 月曜日の別れ
- 光から火曜日
  - 火曜日の挨拶
  - 第1幕 歴年
  - 第2幕 侵略 - 爆発そして別れ
- 光から水曜日
  - 水曜日の挨拶
  - 第1場 世界議会
  - 第2場 オーケストラ・ファイナリスト
  - 第3場 ヘリコプター弦楽四重奏曲
  - 第4場 ミカエリオン
  - 水曜日の別れ
- 光から木曜日
  - 木曜日の挨拶
  - 第1幕 ミカエルの若年時代
    - 第1場 子供
    - 第2場 月のイヴ
    - 第3場 試験

  - 第2幕 ミカエルの世界一周の旅
  - 第3幕 ミカエルの帰郷
    - 第1場 祭
    - 第2場 ビジョン

  - 木曜日の別れ
- 光から金曜日
  - 金曜日の挨拶
  - 第1幕 カップル
    - 第1場 ピアノ曲XVI
    - 第2場 2つのカップル

  - 第2幕 金曜日の誘惑
  - 金曜日の別れ
- 光から土曜日
  - 土曜日の挨拶
  - 第1場 ルシファーの夢
  - 第2場 カツィンカの歌うルシファーのレクイエム
  - 第3場 ルシファーの踊り
  - 第4場 ルシファーの別れ
- 光から日曜日
  - 第1場 光 - 水(日曜日の挨拶)
  - 第2場 天使 - 行進
  - 第3場 光 - 印象
  - 第4場 香り - 文字
  - 日曜日の別れ

## 備考
シュトックハウゼンの実子と同居人がソリストを担当した。マイエラはピアノ、ジモンはシンセサイザー、マークスはトランペット、カティンカはフルート、スージーはクラリネット。カールハインツはシルヴァーノ・ブッソッティのように舞台に登場することはなかったが、電子音楽の中に彼の声が用いられている。
部分の抜粋演奏は、すべての曜日で許可されている。全7部は1週間かけて演奏することが望ましいとされていたものの、『日曜日』の規模は正味5時間かかり、破天荒なまでに大きいので、「全曲上演の際には、『日曜日』を分割上演しても問題ない」として、事実ケルンの舞台初演は最初分割して上演され、その後に1日で全部上演されている。
ソリストはオルガン奏者を除き、全員が暗譜演奏が必須である。このため、練習に数か月以上から数年までの時間がかかるが、これをクリアする演奏家は存在する。生前に全チクルス上演に約100億円要求したことでも有名である。
全曲の台本は、当初は教養小説的な「筋」というものが曲がりなりにも存在した（cf.Minoru Shimizu 1999）が、最後の『日曜日』は絶対音楽的にほとんど単語の羅列であり、筋よりもその舞台効果や振り付けなどが楽しめ、登場人物が最後にいかなる局面を迎えたのか、その結末は作曲家自身の手で残されることはなかった。同様の「筋書きのないオペラ」にルイージ・ノーノの『不寛容』やラッヘンマンの『マッチ売りの少女』、グラスの『浜辺のアインシュタイン』などがあり、最近の前衛オペラの傾向である。